# Botaurus lentiginosus
El avetoro lentiginoso o avetoro americano (Botaurus lentiginosus) es una especie de ave pelecaniforme de la familia Ardeidae propia de América del Norte y Central.

## Descripción
Es un ave grande, robusta y de colores pardos, muy similar al avetoro común (Botaurus stellaris). Mide entre 59 y 70 centímetros de alto, con una amplitud de alas de 95 a 115 centímetros.
Aunque es común en su hábitat natural, el avetoro americano es difícil de ver porque suele esconderse entre los cañizales de pantanos, ciénagas y prados. Generalmente lleva una vida solitaria, siempre rodeado de vegetación. Si siente que ha sido localizado, deja de moverse, apuntando con su cabeza hacia arriba, confundiéndose con su entorno. Su pico de actividad es al anochecer. Siendo más escuchado que visto, este avetoro tiene un canto que recuerda una bomba congestionada. 

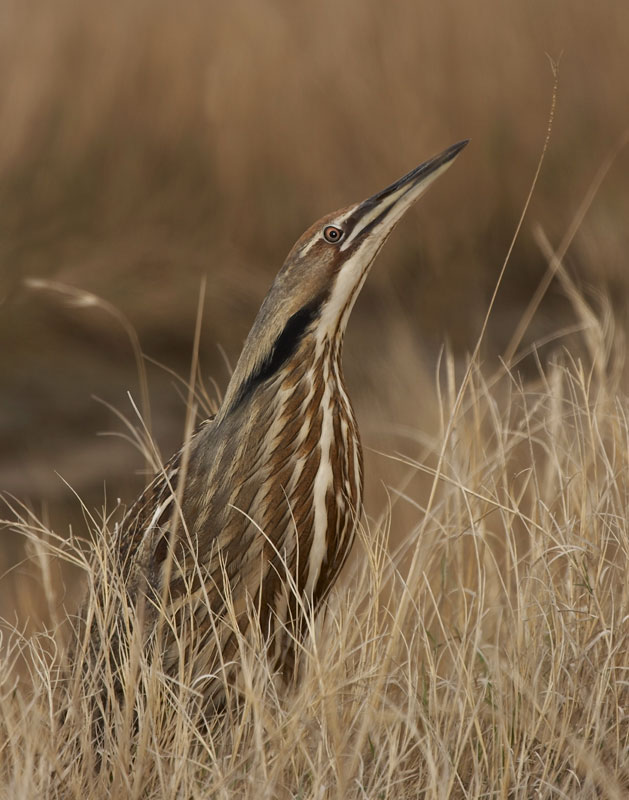
Avetoro americano tratando de esconderse.

Al igual que otros miembros de la familia Ardeidae, el avetoro americano se alimenta en pantanos y en aguas poco profundas como estanques, consumiendo anfibios, peces, insectos y reptiles. 
Este avetoro hiberna en el sur de los Estados Unidos y en América Central. Pasa el verano en Canadá y en gran parte de Estados Unidos. Como ave migratoria, raramente anida en Europa, y cuando lo hace puede encontrarse en el Reino Unido y en Irlanda. Anida en lugares aislados: la hembra construye el nido y el macho lo protege. La hembra incuba de dos a tres huevos durante veintinueve días, y los polluelos nacen después de seis o siete semanas.
Ningún otro animal se considera una subespecie de esta ave en la actualidad. Sin embargo, en el río Ichetucknee, de Florida, se han descubierto fósiles que fueron descritos como una nueva especie de la familia del avetoro (Palaeophoyx columbiana; McCoy, 1963) más tarde reconocidos como una subespecie más pequeña y prehistórica del avetoro americano que vivió durante el Pleistoceno (Olson, 1974).
El número de individuos ha decaído durante los últimos años en las áreas australes debido a la pérdida del hábitat. 

## Protección
El avetoro americano (Botaurus lentiginosus) está protegido por el Tratado para la Protección de Aves Migratorias de 1918.